# E14号線
E14号線 (E14ごうせん、英: European route E14) はスカンディナビア半島中部を東西に走っている欧州自動車道路のAクラス幹線道路。

## ギャラリー

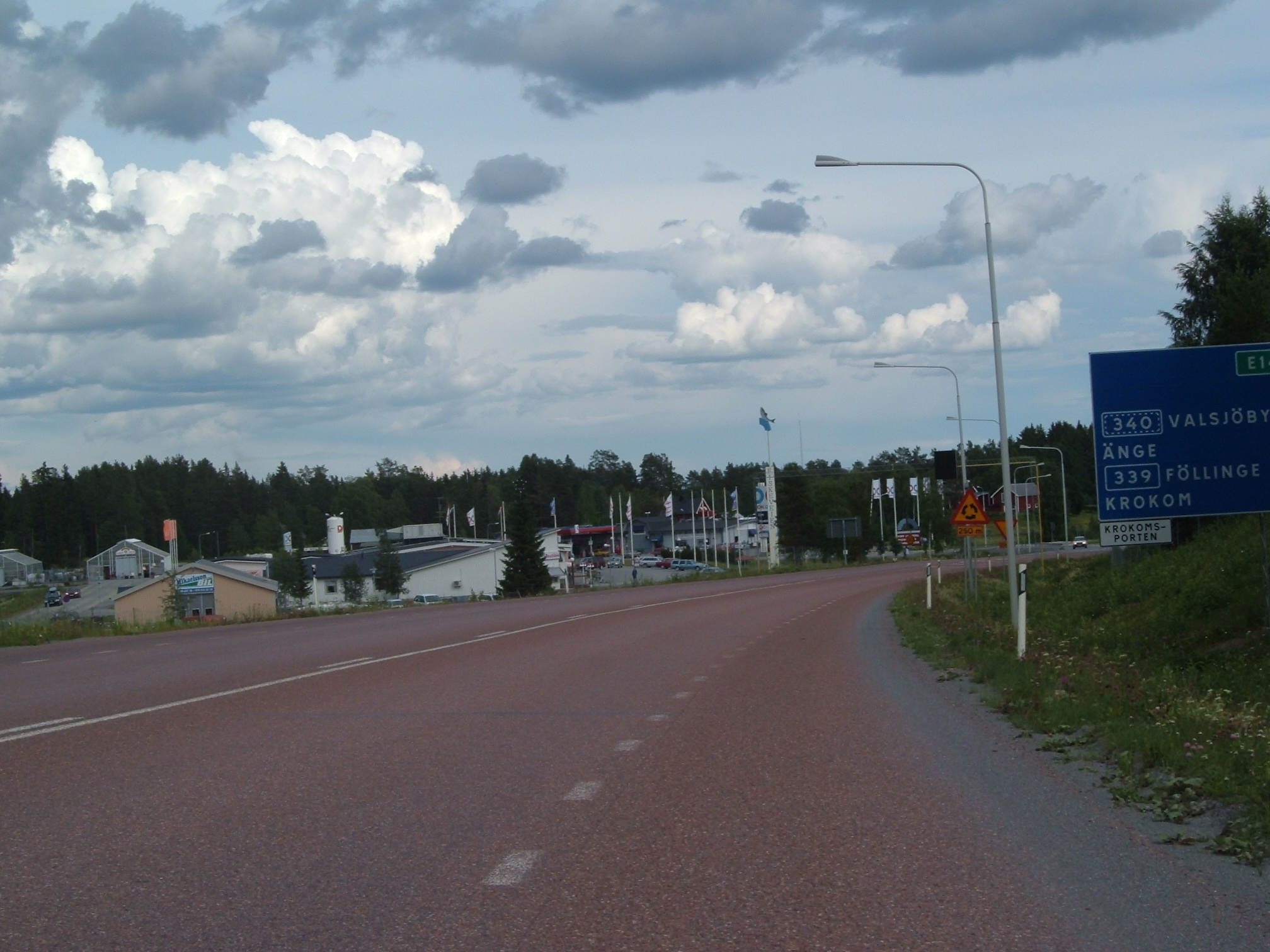
スウェーデン国内の様子

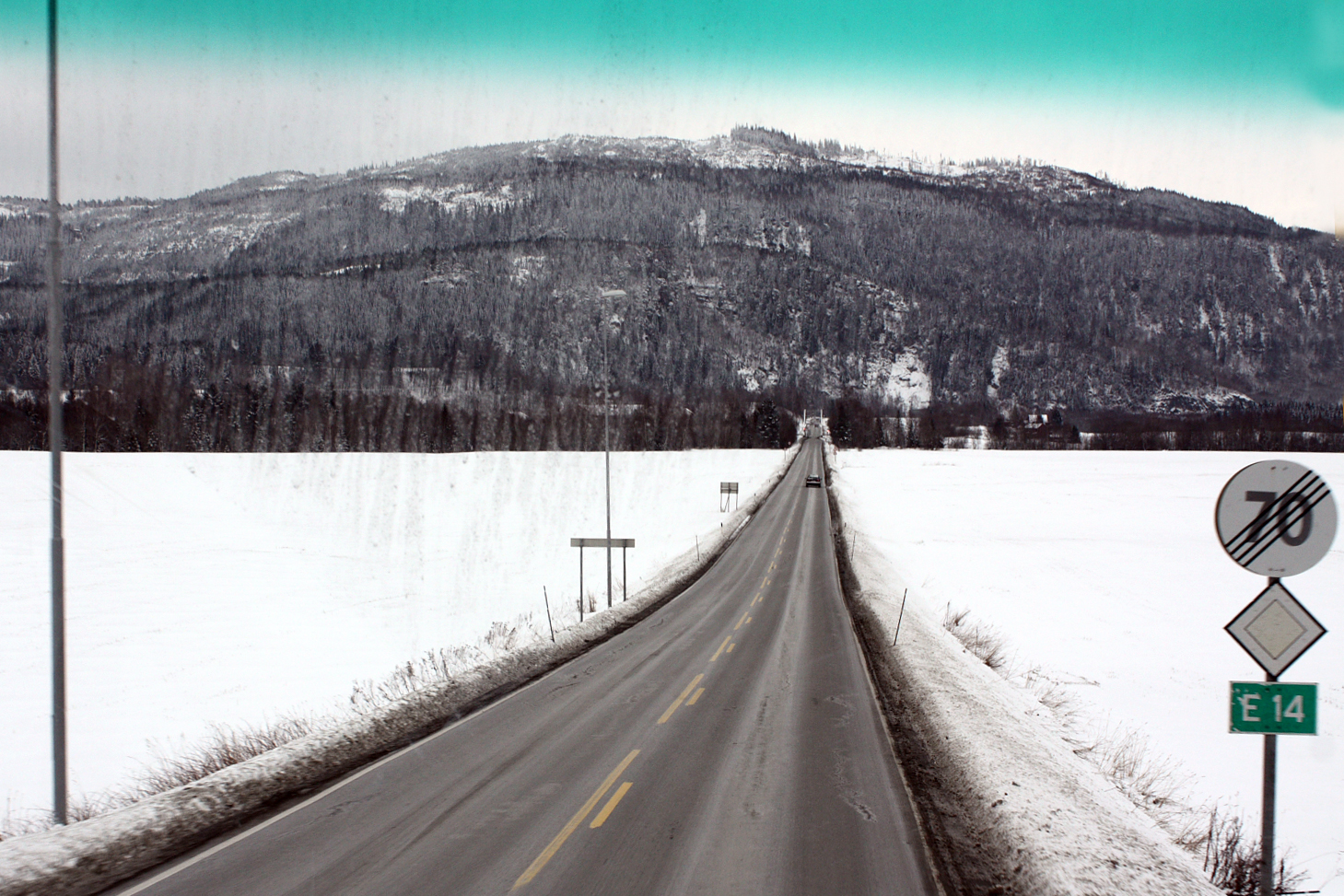
ノルウェー国内の様子

## 経路

### 経過する主要都市
- スウェーデン
  - エステルスンド